# Hans Dütting
Hans Dütting (1947) is een Nederlands auteur en vertaler.
Hij was werkzaam bij het Letterkundig Museum en Documentatie Centrum in Den Haag en het Nederlands Instituut in Parijs; daarna gaf hij tot aan zijn pensioen les in Japanse gevechtkunsten.
Thans volledig werkzaam als schrijver en vertaler. Hij vertaalt voornamelijk uit het Frans en het Engels.